# Флаг Сонковского района
Флаг муниципального образования «Сонковский район» Тверской области Российской Федерации — опознавательно-правовой знак, являющийся символом статуса и самоуправления района.
Утверждён 6 ноября 2001 года и внесён в Государственный геральдический регистр Российской Федерации с присвоением регистрационного номера 1072.

## Описание
Прямоугольное полотнище с соотношением сторон 2:3, разделённое на две неравные горизонтальные полосы — красную и синюю, из которых первая несёт изображение белых, с серыми тенями, шлема и меча и занимает 3/8 полотнища, а вторая несёт изображение белых, с серыми тенями, крылатого колеса и колосьев и занимает 5/8 полотнища.

## Символика
На территории современного Сонковского района 4 марта 1238 года на реке Сити у села Божонка произошла битва между войском великого князя владимирского Юрия Всеволодовича и одним из отрядов хана Батыя под предводительством Бурондая. В летописи писалось: «Битва была великая и сеча злая, и лилась кровь, как вода». Сражение закончилось поражением русских. Погиб и сам князь Юрий. Был взят в плен, а позднее убит, его племянник — ростовский князь Василько Константинович. Но жертвы не были напрасными: своей гибелью русские воины спасли от разорения Великий Новгород. В ходе битвы мощь татар была настолько сильно подорвана, что Батый не решился пойти на Новгород, а повернул своё войско на юг.
Районный центр — Сонково — образован в 1870 году в связи со строительством железной дороги Рыбинск—Бежецк—Бологое. Изначально станция называлась Савелино, которая в 1903 году была переименована в Сонково по названию близлежащей пустоши. Железная дорога способствовала торгово-экономическому развитию посёлка при станции.
Состоит из эмблемы железнодорожного транспорта в память о том, что своим основанием районный центр обязан железной дороге.
Два колоса символизируют сельскохозяйственную направленность.
Меч и древнерусский шлем служат напоминанием о битве на реке Сити в 1238 году.